# شيري (الأسرة الرابعة)
شيري (أو شِري) هو اسم لمسؤول مصري قديم عاش في عصر الدولة القديمة خلال الأسرة الرابعة.

## الأدبيات
- مايكل رايس: Who is who in ancient Egypt. روتليدج، لندن 1999، (ردمك 0-415-15448-0)، الصفحات 181 و 190.
- نيكولا كريستوف غريمال: A history of ancient Egypt. وايلي-بلاكويل، فاينهايم 1994، (ردمك 0-631-19396-0)، الصفحات 55.
- فولفغانغ هيلك: Untersuchungen zur Thinitenzeit، المجلد 45. هاراسوويتز، فيسبادن 1987، (ردمك 3-447-02677-4)، الصفحات 105 - 107.